# Православие в ЮАР
Православие в ЮАР — развивающаяся конфессия в ЮАР. В настоящее время территории ЮАР является частью канонической территории Александрийской православной церкви. На территории страны расположены две её епархии: Йоханнесбургская и Преторийская митрополия и Кейптаунская митрополия.

## История
Православие появилось в ЮАР прежде всего среди греков. В 1928 году в ЮАР была открыта обширная Йоханнесбургская митрополия для греческой диаспоры.
В 1952 году в Йоханнесбурге возникло «Общество русских эмигрантов», при котором был создан русский православный приход.
В то время ни о какой миссии среди «чёрных» не могло быть и речи. В то время как в центральной Африке шёл активный процесс апостольской проповеди Александрийской Церкви местному африканскому населению, — в ЮАР политические тенденции расового размежевания общества не давали возможности развиться подлинным апостольским качествам Церкви.
Таким примером может служить один из случаев, описанных архимандритом Алексием (Чернай) (1899—1985), который в 1958 году получил назначение на должность Администратора русских православных общин в Южной Африке (РПЦЗ)

Так, община африканцев в Лесото (независимое государство, окруженное территорией ЮАР), несколько раз посылала своих представителей к нему, прося его посетить Лесото и принять их общину вместе со священником в Русскую Православную Церковь (Зарубежную). Отец Алексий, опасаясь, что его связи с „черными“ могут привести к потере должности в Южной Африке, отказался. В результате, возможность осуществить миссию была утрачена»
Надо сказать, что миссии не способствовали и до сих пор не способствуют сильные националистические тенденции, вообще свойственные грекам, особенно находящимся в диаспоре. По-настоящему миссия начала работать только после падения режима апартеида в 1994 году.
В 1968 году из части Йоханнесбургской митрополии была выделена митрополия Мыса Доброй Надежды с центром в Кейптауне
На 1994 год в Южной Африке было 14 приходов и 15 священников Александрийского патриархата.
5 ноября 1997 года во время пастырского визита Патриарх Пётр VII заложил камень основания первого миссионерского центра в Южной Африке на участке земли между Преторией и Хартбиспуртдамом, который был подарен набожным семейством Караблие, из Претории".
С этого времени миссионерский центр стал активно распространять Православие среди «чёрного» населения ЮАР. «Так „чёрный“ священник Афанасий Акунда из Кении прибыл в ЮАР в мае 2002 года и начал ездить и учить „черных“ по Южной Африке. Проводил катехизацию. Были рукоположены один диакон и один священник. Также перевели службы на пять местных языков. В ноябре 2002 года здесь снова был с пастырским визитом Патриарх Пётр VII. Он совершил массовое крещение 47 оглашенных в городе Сошангув; с этого времени было крещено ещё 73 человека и более 200 прошли катехизацию. В шести других городах ещё около 400 человек стали прихожанами Православной Церкви и Александрийского патриархата».
В 2001 году на кафедру в Йоханнесбург был переведен из Кении митрополит Серафим (Киккотис). Этот человек известен как миссионер и участник международного молодёжного православного движения «Синдесмос». Его богатый опыт дал новый импульс миссионерской деятельности в ЮАР. Так, при нём появились миссии среди зулусов и племени коса в Кейптаунской епархии.